# Den Danske Filmskole

Den Danske Filmskole är en konstnärlig utbildningsinstitution i Danmark som ligger under Kulturministeriet och som utbildar folk inom film- och TV-produktion samt andra medierelaterade produktioner. Skolan har cirka 100 elever och leds sedan den 1 mars 2014 av rektor Vinca Wiedemann. Skolan ligger på Holmen i Köpenhamn.

## Historia
Skolan bildades 1966 under Det Danske Filminstitut med filminstruktören och -teoretikern Theodor Christensen och Jens Christian Lauritzen som drivkrafterna bakom bildandet och med den sistnämnda som institutionens första rektor. 1988 blev skolan en självständig institution och 1998 flyttade skolan till sina nuvarande lokaler på Holmen, efter att tidigare ha varit utspridd på flera olika platser.

## Rektorer
| År        | Rektor                   |
| --------- | ------------------------ |
| 1966–1969 | Jens Christian Lauritzen |
| ?         | ?                        |
| 1975—1982 | Henning Camre            |
| 1992–2014 | Poul Nesgaard            |
| 2014–     | Vinca Wiedemann          |

## Tidigare elever (i urval)
- Bille August
- Susanne Bier
- Vladimir Oravsky
- Lars von Trier
- Stefano González
- Ali Abbasi
- Daniel Espinosa